# Биковський Сергій Сергійович
Биковський Сергій Сергійович (нар. 30 травня 1972, Вітебськ) — білоруський боксер, призер чемпіонатів Європи.

## Спортивна кар'єра
На чемпіонаті світу 1993 Биковський переміг в двох боях, а в чвертьфіналі програв Октай Уркалу (Туреччина) — RSC 3.
На чемпіонаті Європи 1993 здобув одну перемогу, а в чвертьфіналі програв Октай Уркалу — 2-6.
1994 року на Кубку світу в Бангкокі дійшов до чвертьфіналу.
На чемпіонаті світу 1995 на рахунку Биковського три перемоги, а в чвертьфіналі програв Ектору Віненту (Куба) — 1-7.
На чемпіонаті Європи 1996 Биковський завоював бронзову медаль. Після трьох перемог над суперниками в півфіналі знов програв Октай Уркалу — 2-8.
На Олімпіаді 1996 він переміг Бесаріона Вардзелашвілі (Грузія) — (+)11-11, а в 1/8 фіналу програв Нордіну Муши (Франція) — 6-17.
На чемпіонаті світу 1997 програв в першому бою.
На чемпіонаті Європи 1998 Биковський переміг Алі Ахрауі (Німеччина) та Сергія Зубко (Україна), а в півфіналі програв Нурхану Сулейман-огли (Туреччина) — 3-6.
На чемпіонаті світу 1999 переміг Батирхана Жаксибаєва (Казахстан) і В'ячеслава Сенченко (Україна), а в чвертьфіналі програв Мухаммадкадиру Абдуллаєву (Узбекистан) — 1-7.
На Олімпіаді 2000 Биковський переміг Ромео Бріна (Філіппіни) — 8-5 та Нурхана Сулейман-огли — (+)8-8, а в чвертьфіналі програв Мухаммадкадиру Абдуллаєву — 6-9.
На чемпіонаті світу 2001 здобув одну перемогу і програв в 1/8 фіналу.
На чемпіонаті Європи 2002 здобув одну перемогу і програв в 1/8 фіналу Володимиру Кравцю (Україна) — 9-15.
На чемпіонаті світу 2003 в новій ваговій категорії до 64 кг Биковський переміг трьох суперників, а в чвертьфіналі програв Олександру Малетіну (Росія) — RSCI 2.
На чемпіонаті Європи 2004 вже в 1/8 фіналу програв Ігорю Пащуку (Україна) — 15-34 і не потрапив на літні Олімпійські ігри 2004.